# Chloraea nudilabia
Chloraea nudilabia är en orkidéart som beskrevs av Eduard Friedrich Poeppig. Chloraea nudilabia ingår i släktet Chloraea och familjen orkidéer. Inga underarter finns listade i Catalogue of Life.

## Bildgalleri

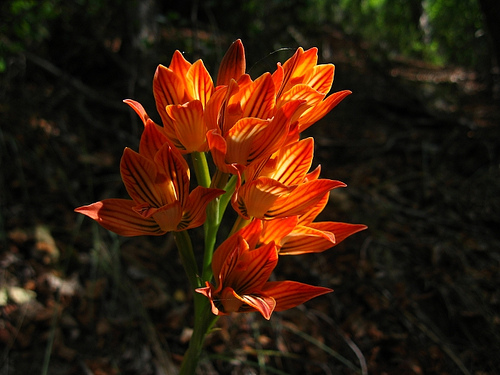